# Merahna
Merahna (em árabe: المراهنة) é uma comuna localizada na província de Souk Ahras, Argélia. De acordo com o censo de 2008, a população total da cidade era de 13 319 habitantes.